# 정유경 (작가)
정유경(1968년 12월 8일 ~ )은 대한민국의 드라마 작가이다.

## 학력
- 서울대학교 소비자아동학 학사

## 주요 작품

### 텔레비전 드라마
- 《완벽한 남자를 만나는 일에 관하여》 (MBC 베스트극장, 1994년 2월 4일) - 데뷔작
- 《사랑의 인사》 (MBC 베스트극장, 1994년 5월 27일)
- 《이종범 아저씨께》 (MBC 베스트극장, 1994년 8월 12일)
- 《사랑의 인사》 (KBS 주간단막극, 1994년 11월 1일 ~ 1995년 4월 25일)
- 《야채식빵 굽는 남자》 (KBS 드라마게임, 1995년 9월 10일)
- 《작은 영웅들》 (HBS 주간단막극, 1995년 10월 27일 ~ )[1]
- 《사과꽃 향기》 (MBC 월화 미니시리즈, 1996년 4월 24일 ~ 1996년 10월 10일)
- 《2호선 플랫폼에서》 (MBC 베스트극장, 1997년 4월 4일)
- 《예스터데이》 (MBC 주말연속극, 1997년 7월 19일 ~ 1997년 10월 5일)
- 《피아노》 (MBC 기획 특집 드라마, 1998년 3월 30일 ~ 1998년 3월 31일)
- 《세상 끝까지》 (MBC 월화 미니시리즈, 1998년 4월 6일 ~ 1998년 5월 26일)
- 《내 짝꿍 박순정》 (MBC 베스트극장, 1998년 7월 17일)
- 《적과의 동거 - 제2화 당신이 죽어버리면 좋겠어》 (MBC 수목 미니시리즈, 1998년 8월 26일 ~ 1998년 8월 27일)
- 《겨울 이야기》 (MBC 미니 연작, 1999년 2월 15일)[2]
- 《눈물이 보일까봐》 (MBC 수목 미니시리즈, 1999년 7월 7일 ~ 1999년 8월 26일)
- 《내겐 너무 이쁜 당신》 (MBC 베스트극장, 2000년 3월 3일)
- 《비밀》 (MBC 수목 미니시리즈, 2000년 9월 13일 ~ 2000년 11월 9일)
- 《내 약혼녀 이야기》 (MBC 베스트극장, 2001년 6월 1일)
- 《반달곰 내 사랑》 (MBC 수목 미니시리즈, 2001년 8월 22일 ~ 2001년 10월 11일)
- 《현정아 사랑해》 (MBC 수목 미니시리즈, 2002년 9월 30일 ~ 2002년 11월 19일)
- 《넌 어느 별에서 왔니》 (MBC 월화 미니시리즈, 2006년 3월 13일 ~ 2006년 5월 2일)
- 《인순이는 예쁘다》 (KBS 수목 미니시리즈, 2007년 11월 7일 ~ 2007년 12월 27일)
- 《결혼해주세요》 (KBS 주말연속극, 2010년 6월 19일 ~ 2010년 12월 26일)
- 《최고다 이순신》 (KBS 주말연속극, 2013년 3월 9일 ~ 2013년 8월 25일)
- 《결혼계약》 (MBC 주말 특별기획 드라마, 2016년 3월 5일 ~ 2016년 4월 24일)

### 영화
- 2006년 영화 《국경의 남쪽》